# 쓰치야마역
쓰치야마역(일본어: 土山駅 쓰치야마에키[*])은 일본 효고현 가코군 하리마정에 있는 서일본 여객철도의 역이다. 다만 역사의 동쪽 부분은 아카시시에 걸쳐 있다.

## 역 구조
단식·섬식이 복합된 승강장으로 2면 3선의 중선대피구조이다. 역사는 고가화되어 있다.
상행 본선은 1번 승강장, 하행 본선은 3번 승강장에 있어 평상시의 발착은 이 승강장들에서 이루어진다. 2번 승강장은 상하행선 공용의 중선으로, 주로 통과 열차를 대피하는 열차가 사용하지만 긴급시의 회차로 가능하다. 사고 등으로 시간표가 불능화될 시 이 역에서 운전이 중단될 수 있다. 역의 북동쪽으로는 보선 차량 등의 유치선이 2개 부설되어 있다.
예전에는 남쪽에 벳푸 철도의 승강장이 있었지만 현재는 존재하지 않는다. 어번 네트워크 구역의 일부로, 이코카 및 제휴 IC 카드의 사용이 가능하다.
| 1 | ■ JR 고베 선 | 상행 | 산노미야・오사카 방면 | 산노미야・오사카 방면 |
| 2 | ■ JR 고베 선 | 상행 | 산노미야・오사카 방면 | (주로 대피 열차)      |
| 2 | ■ JR 고베 선 | 하행 | 가코가와・히메지 방면 | (주로 대피 열차)      |
| 3 | ■ JR 고베 선 | 하행 | 가코가와・히메지 방면 | 가코가와・히메지 방면 |

## 역사
- 1888년 12월 23일: 산요 철도 아카시역 ~ 히메지역 간의 개통과 동시에 개업.
- 1906년 12월 1일: 산요 철도의 국유화에 따라 일본국유철도 소속이 되었다.
- 1909년 10월 12일: 노선 명칭 제정으로 산요 본선의 소속이 되었다.
- 1923년 3월 18일: 벳푸 철도 쓰치야마 선이 쓰치야마 역까지 개업.
- 1980년 6월 1일: 화물 취급 중단. 역 구내 동쪽에 유개차용 화물 승강장이 설치되었다.
- 1984년 2월 1일: 벳푸 철도 쓰치야마 선이 폐지되어 다시 일본국유철도의 단독역이 되었다.
- 1987년 4월 1일: 민영화에 따라 서일본 여객철도의 소속이 된다.
- 2003년 11월 1일: 이코카의 사용이 개시되었다.
- 2003년 12월 1일: 역사가 고가화된다.

## 인접정차역
| 서일본 여객철도 산요 본선 | 서일본 여객철도 산요 본선 | 서일본 여객철도 산요 본선  |
| ------------------------- | ------------------------- | -------------------------- |
| 우오즈미 마이바라 방면    | ■ JR 고베 선 보통         | 히가시카코가와 히메지 방면 |